# Marcilly-en-Bassigny
Marcilly-en-Bassigny ist eine französische Gemeinde mit 223 Einwohnern (Stand 1. Januar 2022) im Département Haute-Marne in der Region Grand Est; sie gehört zum Arrondissement Langres.

## Geografie
Marcilly-en-Bassigny liegt rund 17 Kilometer östlich der Stadt Langres an einem Quellbach der Amance.

## Geschichte
Die Mechanisierung der Landwirtschaft führte im späten 19. Jahrhundert und im 20. Jahrhundert zu einer starken Abwanderung. Marcilly-en-Bassigny war historisch Teil der Bailliage de Langres innerhalb der königlichen Provinz Champagne. Der Ort gehörte von 1793 bis 1801 zum District Langres. Zudem von 1793 bis 1801 zum Kanton Hortes und von 1801 bis 2015 zum Kanton Varennes(sur-Amance) (Name ab 1972: Kanton Terre-Natale). Von 1972 bis 1987 war die Gemeinde Plesnoy (1968: 172 Einwohner) in Marcilly-en-Bassigny eingegliedert.

## Bevölkerungsentwicklung
| Jahr                       | 1962 | 1968 | 1975 | 1982 | 1990 | 1999 | 2006 | 2012 | 2019 |
| Einwohner                  | 348  | 308  | 405  | 400  | 277  | 234  | 229  | 218  | 224  |
| Quellen: Cassini und INSEE |      |      |      |      |      |      |      |      |      |

## Sehenswürdigkeiten

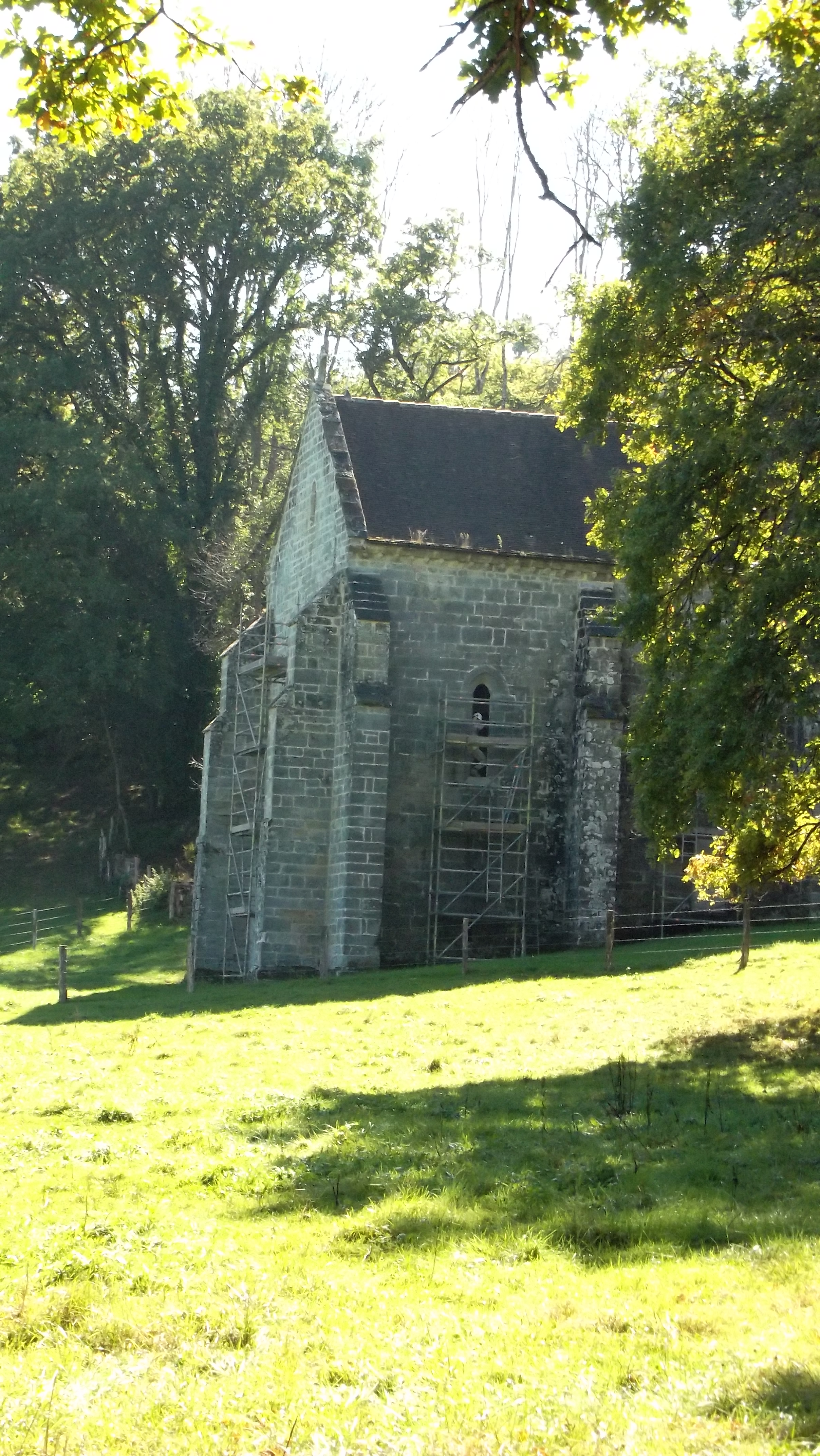
Kapelle Notre-Dame de Presles

- Dorfkirche Saint-Pierre-ès-Liens von 1826 und 1883 (Teile des Chors sind aus dem 13. Jahrhundert)[1]
- Kapelle Notre-Dame de Presles (Bois Brûlé) aus der 2. Hälfte des 13. Jahrhunderts[2]
- Dorfbrunnen Temple de l’Amour
- mehrere Wegkreuze im Dorf und in Dorfnähe